# WestJet
WestJet Airlines Ltd. (TSX: WJA), действующая как WestJet, — бюджетная авиакомпания Канады, второй по величине (после Air Canada) авиационный перевозчик страны.
WestJet работает на рынке регулярных и чартерных пассажирских перевозок, выполняя более 380 ежедневных рейсов в аэропорты Канады, Соединённых Штатов Америки, Мексики и страны Карибского бассейна. 
Воздушный флот авиакомпании состоит из лайнеров Boeing 737 Next Generation, Boeing 737 MAX 8 и Boeing 787-9. Портом приписки и главным транзитным узлом (хабом) перевозчика является Международный аэропорт Калгари (провинция Альберта), второй хаб находится в Международном аэропорте Торонто Пирсон (провинция Онтарио).
WestJet является акционерной компанией со штатом более, чем в 7700 сотрудников. В 2009 году доход авиакомпании составил 2,2 млрд канадских долларов.

## История

### Конец 1990-х: становление авиакомпании
WestJet Airlines была основана в начале 1996 года Клайвом Беддо, Дэвидом Нилименом, Марком Хиллом, Тимом Морганом и Дональдом Беллом. В качестве бизнес-модели компании была выбрана модель деятельности успешных американских авиадискаунтеров Southwest Airlines и Morris Air. Первоначально маршрутная сеть перевозчика строилась только на пунктах назначения западной части Канады, что и было отражено в названии самой компании (англ. west — «запад»).
29 февраля 1996 года WestJet выполнила свой первый регулярный рейс на самолёте Boeing 737—200; три лайнера данного типа в течение года обслуживали пассажирские перевозки между аэропортами городов Калгари, Эдмонтон, Келоуна, Ванкувер и Виннипег. К концу 1996 года маршрутная сеть авиакомпании расширилась на аэропорты Реджайны, Саскатуна и Виктории, а штат сотрудников увеличился до 225 человек.
В середине сентября 1996 года вследствие разногласий с Министерством транспорта Канады на предмет графика проведения регулярного технического обслуживания воздушных судов авиакомпания на две недели останавливала операционную деятельность по перевозке пассажиров.
В начале 1999 года Клайв Беддо покинул пост генерального директора WestJet Airlines, на эту должность был приглашён бывший исполнительный директор Air Ontario Стив Смит. В июле того же года авиакомпания провела процедуру публичного размещения акций, разместив на фондовом рынке 2,5 млн собственных акций по цене открытия в 10 долларов США за штуку. В конце 1999 года в маршрутную сеть перевозчика вошли аэропорты городов Тандер-Бей, Гранд-Прейри и Принс-Джордж.
В 2000 году после 18 месяцев пребывания в должности генерального директора Стив Смит вышел в отставку, причиной которой послужили, по всей видимости, постоянные разногласия с советом директоров по поводу его методов управления авиакомпанией. После освобождения от должности Стив Смит перешёл на аналогичный пост в бюджетной авиакомпании Zip, являвшейся дочерним предприятием флагманского авиаперевозчика Air Canada. Пост генерального директора в WestJet Airlines снова занял Клайв Беддо и работал на этой должности вплоть до июля 2007 года.

### Начало 2000-х: расширение внутренних маршрутов

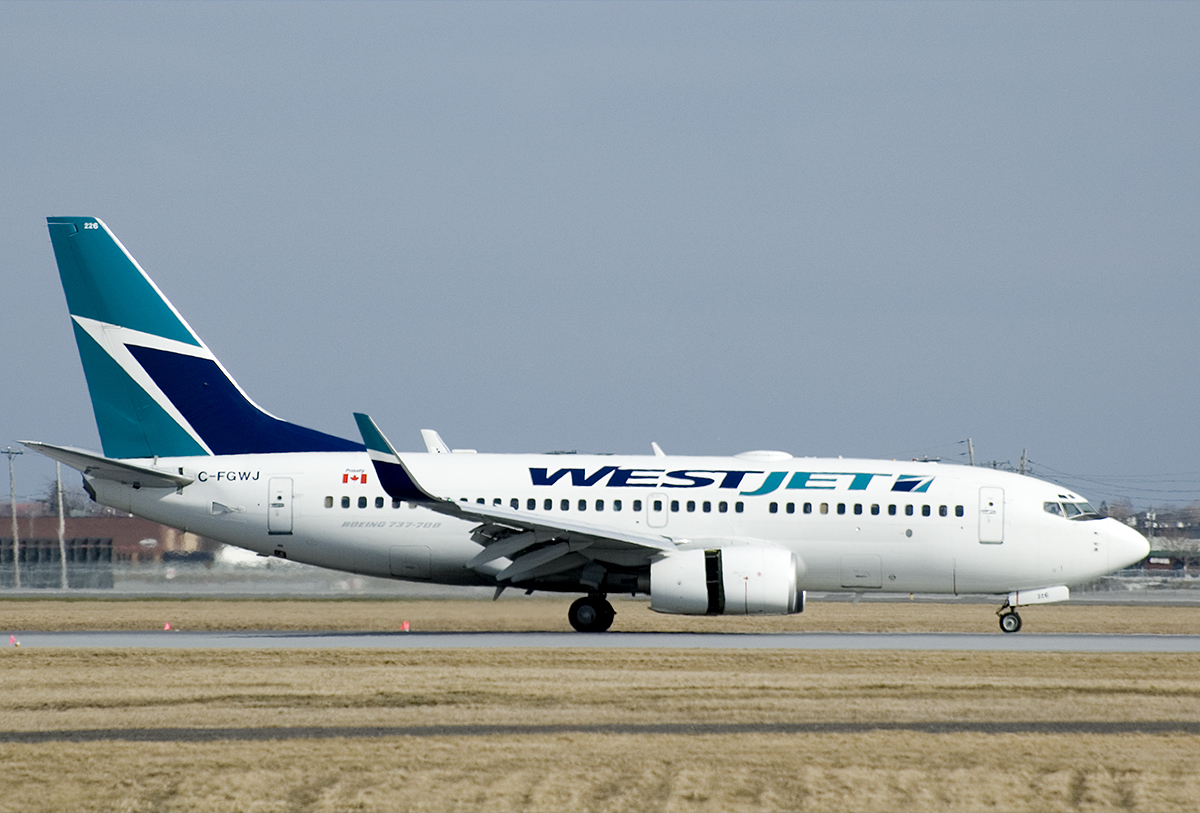
Boeing 737—700 авиакомпании WestJet в Международном аэропорту Монреаля

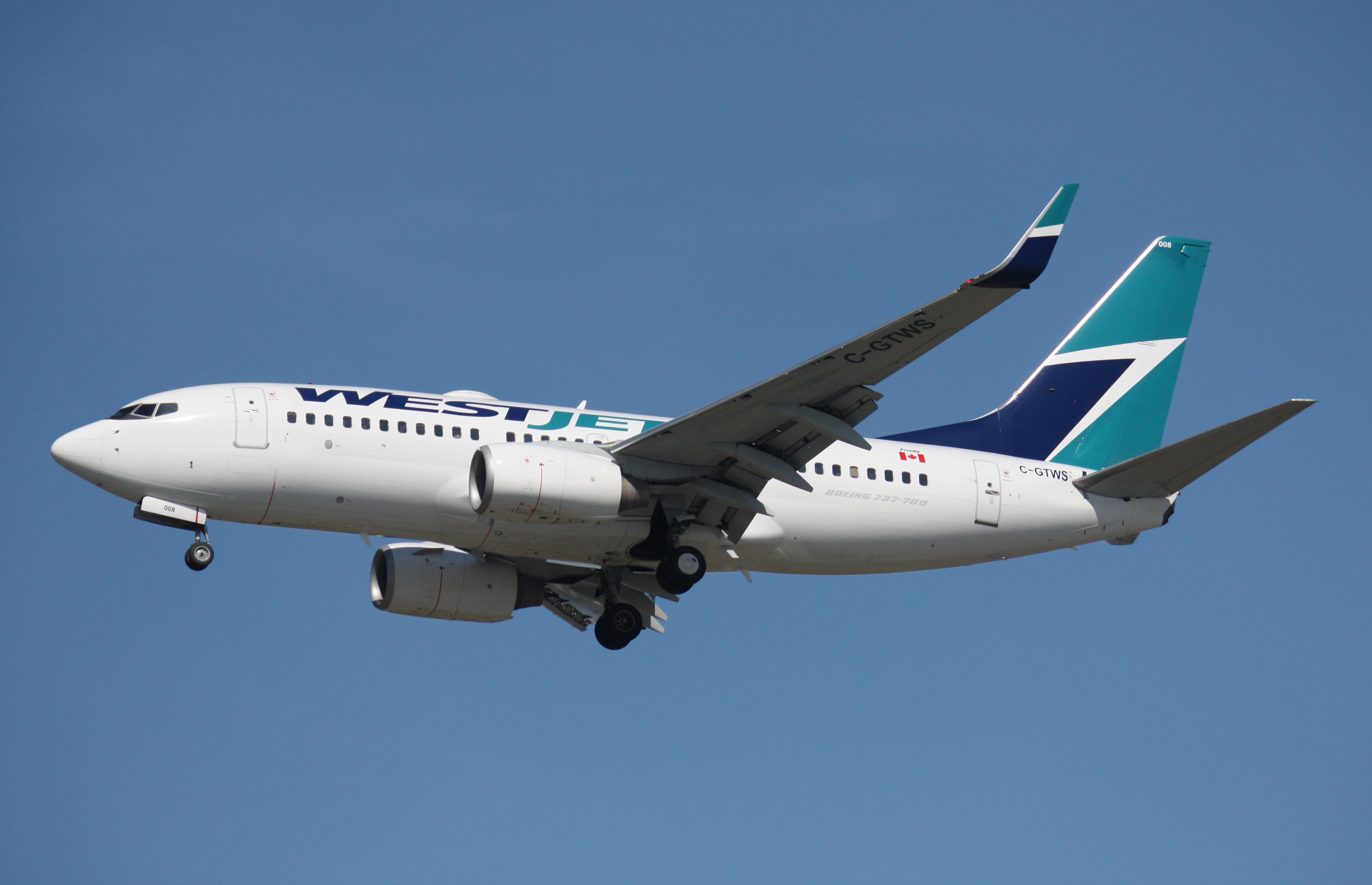
Посадка Boeing 737—700 WestJet в Международном аэропорту Ванкувер

В 2000 году в результате поглощения авиакомпанией Air Canada крупного магистрального перевозчика Canadian Airlines авиационная коммерческая индустрия Канады вошла в период существенной реорганизации деятельности компаний и их маршрутных сетей. WestJet Airlines открыла регулярные рейсы в восточной части страны, сформировав хаб перевозок в Международном аэропорту Гамильтона и запустив маршруты в Оттаву (провинция Онтарио) и Монктон (провинция Нью-Брансуик).
В 2001 году в маршрутную сеть WestJet вошли Форт-Мюррей и Комокс. Компания также открывала регулярные рейсы в Су-Сент-Мари, Садбери, Томпсон и Брендон (Манитоба), которые позднее были прекращены вследствие их низкой рентабельности. В 2003 году компания начала регулярные перевозки в ещё два города в восточной части Канады — Лондон и Торонто, а в апреле следующего года добавила к собственной маршрутной сети города Уиндсор, Монреаль, Галифакс, Сент-Джонс и Гандер.
В августе 2003 года WestJet подписала двухлетнее партнёрское соглашение с магистральной авиакомпанией Air Transat, по условиям которого должна была обеспечивать перевозку клиентов двух туристических операторов, World of Vacations и Air Transat Holidays, входящих в холдинг Air Transat. Чартерные рейсы выполнялись главным образом из аэропортов Канады в Мексику и страны Карибского бассейна. Договор между авиакомпаниями продлялся несколько раз и был прекращён в феврале 2009 года по обоюдному соглашению сторон.

### Проблемы с законом
В 2004 году руководство Air Canada подало на авиакомпанию WestJet Airlines иск в Высший суд провинции Онтарио. Истец обвинял WestJet в коммерческом шпионаже и, в частности, в незаконном доступе через частный веб-сайт к конфиденциальной информации Air Canada с целью получения некоторого рода преимуществ в ведении бизнеса. 29 мая 2006 года авиакомпании выпустили совместный пресс-релиз о мировом соглашении, согласно которому WestJet выплатила Air Canada 5,5 миллионов долларов в качестве возмещения убытков и ещё 10 миллионов долларов направила в различные благотворительные детские фонды и организации, акции в которых должны были пройти под эгидой брендов обоих авиаперевозчиков.

### Середина 2000-х: международные маршруты

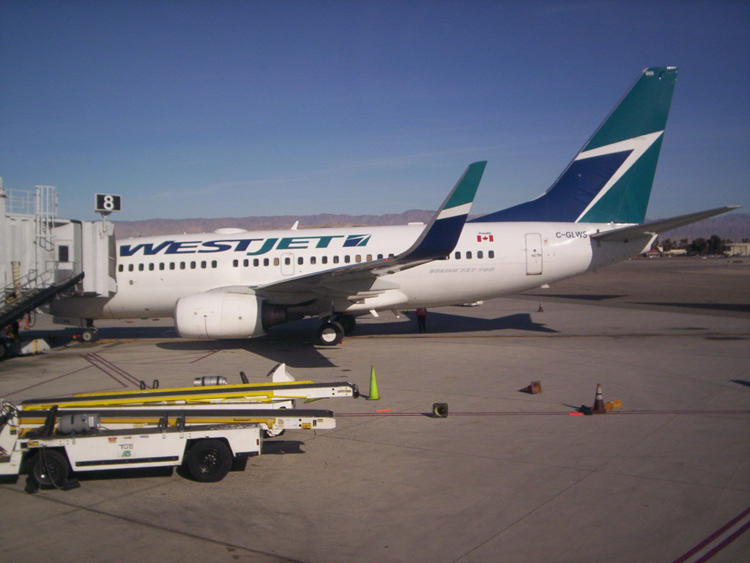
Boeing 737—700 авиакомпании WestJet в Международном аэропорту Палм-Спрингс

В 2004 году руководство WestJet Airlines объявило о переносе транзитного узла в восточной Канаде из Гамильтона в Торонто и о планируемом увеличении в три раза общего числа регулярных рейсов на прибыльных маршрутах между городами Торонто, Оттава и Монреаль. В том же году в маршрутную сеть перевозчика вошли первые регулярные рейсы в США (аэропорты городов Сан-Франциско, Лос-Анджелеса, Финикса, Тампы, Форт-Лодердейла, Орландо и Нью-Йорка).
В начале 2005 года регулярные рейсы авиакомпании стали выполняться в Палм-Спрингс и Сан-Диего, в апреле запущен регулярный сезонный маршрут в Шарлоттаун, а рейсы в нью-йоркский аэропорт Ла Гардиа и аэропорт Гандера были сняты из маршрутной сети компании вследствие низкой рентабельности данных направлений. Осенью того же года WestJet очередной раз расширила список пунктов назначения перевозок, включив в него аэропорт Форт-Майерса и Международный аэропорт Маккаран в Лас-Вегасе.
В конце 2005 года WestJet занималась доставкой сотрудников ванкуверской поисково-спасательной команды в Батон-Руж (штат Луизиана) для участия в ликвидации чрезвычайной ситуации в регионе, возникшей в результате прохождения катастрофического урагана пятой категории «Катрина».
20 сентября 2005 года WestJet анонсировала открытие беспосадочных маршрутов из Ванкувера на Гавайские острова, рейсы в Гонолулу и Мауи начали выполняться в декабре того же года.
В 2006 году авиакомпания открыла свой первый регулярный рейс за пределы Канады и Соединённых Штатов Америки. Маршрут Ванкувер-Нассау (Багамские острова) позиционировался руководством перевозчика в качестве значительной вехи в истории авиакомпании в рамках долгосрочной стратегии развития международных маршрутов WestJet.
В сентябре 2006 года на пост президента авиакомпании пришёл Шон Дьюрфи, сменив на этой должности одного из основателей компании Клайва Беддо. 20 сентября того же года заявила о квартальной прибыли, составившей 52,8 миллионов долларов США.

### Конец 2000-х и современный период

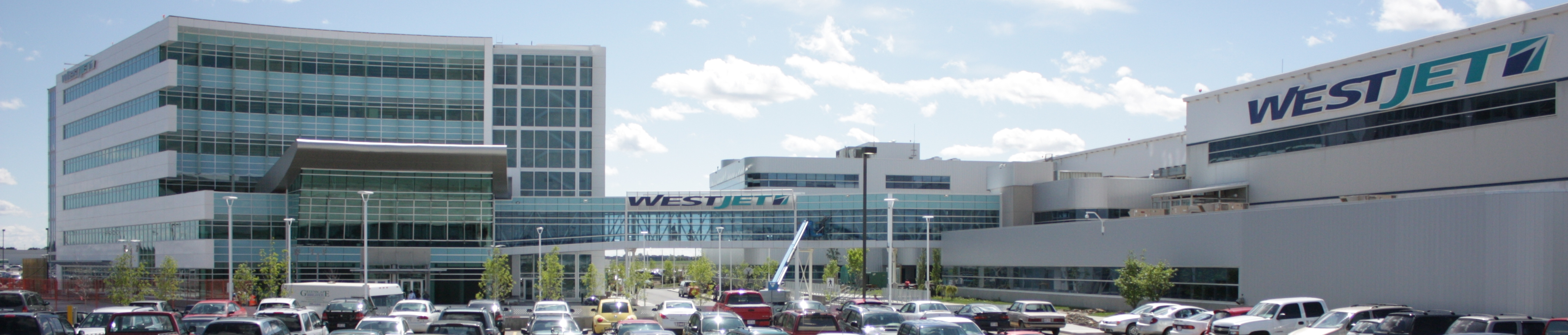
Здание центрального офиса авиакомпании WestJet в Калгари

В начале 2007 года WestJet Airlines анонсировала ряд новых регулярных рейсов из аэропортов городов Дир-Лейк (Ньюфаундленд и Лабрадор), Сент-Джон (Нью-Брансуик) и Кинтченер-Уотерлоо (Онтарио), а в июне того же года авиакомпания ввела семь новых международных маршрутов в Сент-Люсию, Ямайку, Доминиканскую Республику, Мексику и третий пункт назначения на Гавайских островах — город Кону.
В том же году авиакомпания передала подряд на возведение нового шестиэтажного здания собственного центрального офиса, расположившегося рядом с прежним зданием в Международном аэропорту Калгари. Проект строительства был разработан в соответствии с «Критериями первенства в энергетическом и экологическом проектировании (LEED)» (англ. Leadership in Energy and Environmental Design), само здание возводилось по принципам сохраняющего природу строительства и, в частности, имело систему удержания, рециркуляции дождевой воды, а также несколько геотермальных установок. Первые сотрудники центрального офиса авиакомпании въехали в здание в первом квартале 2009 года, а само здание было официально открыто в мае месяце следующего года.
В мае 2008 года WestJet открыла регулярные беспосадочные рейсы в Квебек, а в следующем месяце запустила прямой рейс из Калгари в Международный аэропорт Ньюарк Либерти. В мае 2009 года маршрутная сеть авиакомпании пополнилась сезонными маршрутами из Йеллоунайфа (Северо-Западные Территории) и Сидни (Новая Шотландия).
С 2000 года по настоящее время WestJet Airlines добилась значительных успехов на рынке внутренних пассажирских авиаперевозок Канады несмотря на жёсткую конкуренцию со стороны флагманской авиакомпании страны Air Canada. Если в 2000 году доли WestJet и Air Canada во всём объёме внутренних пассажирских перевозок составляли 7 % и 77 % соответственно, то к концу 2009 года данные показатели составляли уже 38 % у WestJet против 55 % у Air Canada.
В конце апреля 2009 года WestJet Airlines временно остановила полёты в аэропорты Мексики из-за вспышки в стране эпидемии гриппа А (H1N1). Рейсы в Международный аэропорт Канкун были восстановлены в начале мая, а рейсы в Кабо-Сан-Лукас, Масатлан и Пуэрто-Вальярту были отменены вплоть до середины июня.
В июле 2009 года авиакомпания объявила об открытии 11 новых маршрутов на международных направлениях с выполнением рейсов в зимнем расписании перевозчика. В список новых пунктов назначения WestJet вошли и аэропорты городов США: Атлантик-Сити (Нью-Джерси), Лихуэ (Гавайи) и Майами (Флорида). Из стран Карибского бассейна авиакомпания добавила рейсы в Провиденсьялес (Теркс и Кайкос), Синт-Мартен (Нидерландские Антильские острова), Фрипорт (Большой Багама), а также в города Варадеро, Ольгин и Кайо-Коко на Кубе, Ихтапу и Косумель в Мексике.
В ноябре 2009 года WestJet анонсировала открытие регулярного маршрута на Бермудские острова, полёты по которому начались в мае следующего года, и в том же месяце возобновила регулярные рейсы в Уиндсор (Онтарио). В январе 2010 года c запуском беспосадочного рейса в Саману было расширено присутствие авиакомпании в Доминиканской Республике.
В марте 2010 года Шон Дьюрфи покинул пост генерального директора авиакомпании, мотивируя свою отставку личными обстоятельствами. На должность гендиректора WestJet в том же месяце пришёл Грегг Серетски, ранее работавший в авиакомпаниях Canadian Airlines и Alaska Airlines, а в последнее время находившийся на посту исполнительного вице-президента WestJet.
В июле 2010 года авиакомпания открыла три регулярных рейса на Кубу (в город Санта-Клара), Большой Кайман и в Новый Орлеан, тем самым доведя количество постоянных маршрутов до 71.

## Маршрутная сеть

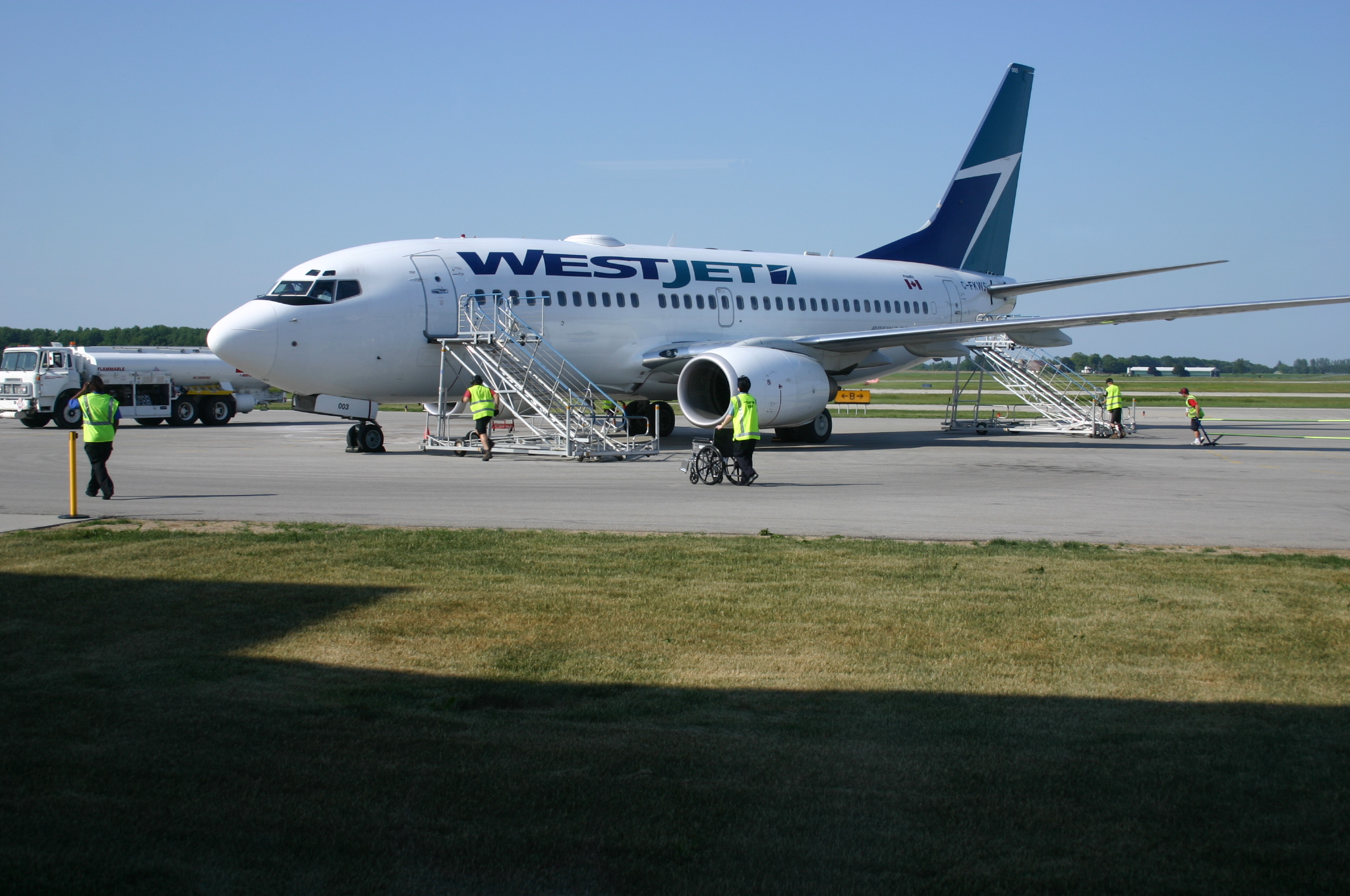
Boeing 737—700 WestJet в аэропорту Китченер/Уотерлоо

В январе 2011 года авиакомпания WestJet выполняла регулярные рейсы по 71 пунктам назначения в 13 странах Северной Америки, в том числе в 31 аэропорт Канады и в 17 аэропортов Соединённых Штатов.
Крупнейшим хабом перевозчика по числу ежедневных рейсов является Международный аэропорт Калгари. Второе место занимает Международный аэропорт Торонто Пирсон, который выполняет роль главного транзитного узла авиаперевозок компании в восточной части Канады.
В маршрутной сети WestJet присутствуют одни из крупнейших аэропортов Соединённых Штатов Америки: Международный аэропорт Лос-Анджелес, Международный аэропорт Маккаран в Лас-Вегасе, Международный аэропорт Ньюарк Либерти и Международный аэропорт Сан-Франциско, в два последних аэропорта рейсы выполняются по сезонному расписанию. В Лас-Вегасе и Орландо WestJet является крупнейшим авиаперевозчиком на канадском направлении, предлагая по одиннадцати регулярных рейсов из каждого из этих аэропортов. Более того, с 2008 года WestJet занимает первое место среди иностранных авиакомпаний по объёму перевозок, осуществляемых из Международного аэропорта Маккаран в Лас-Вегасе.
Сеть WestJet насчитывает 17 беспосадочных маршрутов в страны Карибского бассейна и 6 маршрутов в аэропорты Мексики, некоторые из них действуют в рамках сезонных расписаний.

## Партнёрские соглашения

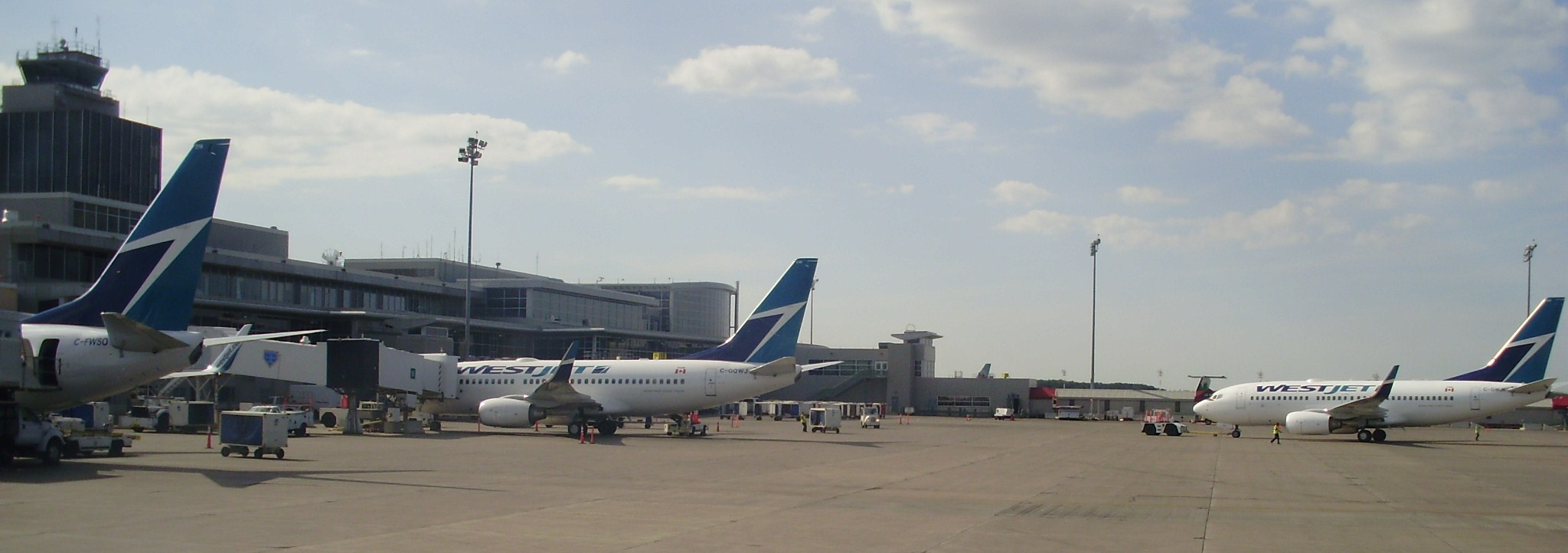
Boeing 737 авиакомпании WestJet в Международном аэропорту Эдмонтон

В 1999 году WestJet Airlines вела переговоры с флагманской авиакомпанией Air Canada об организации региональных сетей пассажирских перевозок к крупным хабам флагмана. В следующем году Air Canada поглотила другую канадскую авиакомпанию Canadian Airlines и переговоры между двумя конкурирующими перевозчиками были остановлены.
В 2005 году WestJet подписала интерлайн-соглашение с ограниченными условиями с тайваньской авиакомпанией China Airlines, главной целью которого являлась проверка канадского перевозчика на работу в условиях партнёрских соглашений с другими международными авиакомпаниями.
В августе 2006 года в интервью ежедневной газете Globe and Mail генеральный директор WestJet Шон Дьюрфи сообщил о ведущихся переговорах о вступлении авиакомпании в один из глобальных авиационных альянсов пассажирских перевозок Oneworld. В 2007 году компания заявила о том, что присоединение к альянсу представляется событием маловероятным, однако в ноябре следующего года между WestJet и Oneworld было подписано рамочное соглашение о сотрудничестве в области бизнес- и корпоративных авиаперевозок.
В июле 2008 года WestJet объявила о подписании меморандума о взаимопонимании с крупнейшей бюджетной авиакомпанией Southwest Airlines с целью заключения между авиакомпаниями полноценного код-шерингового соглашения. Однако, в апреле 2010 года было сообщено о расторжении партнёрских отношений между двумя перевозчиками, поскольку в октябре того же года WestJet вступала в условия код-шерингового договора с магистральной авиакомпанией США American Airlines.
В 2009 году руководство WestJet заявило, что ведёт переговоры с 70-ю авиакомпаниями мира о возможных интерлайн-соглашениях. К потенциальным партнёрам перевозчика эксперты относят авиакомпании Virgin America, Emirates Airline, Japan Airlines, China Eastern Airlines и Philippine Airlines.
В январе 2011 года WestJet имела код-шеринговый договор с авиакомпанией Cathay Pacific, а также интерлайн-соглашения со следующими перевозчиками:
- Air France (SkyTeam)
- American Airlines (Oneworld)
- British Airways (Oneworld)
- China Airlines (Skyteam)
- KLM (Skyteam)

## Флот
В июле 2021 года воздушный флот авиакомпании WestJet составляли следующие самолёты:
| Тип самолёта      | В эксплуатации | Заказано | Пассажирских мест | Пассажирских мест | Пассажирских мест | Пассажирских мест | Примечания           |
| Тип самолёта      | В эксплуатации | Заказано | C                 | P                 | Y                 | Всего             | Примечания           |
| ----------------- | -------------- | -------- | ----------------- | ----------------- | ----------------- | ----------------- | -------------------- |
| Boeing 737-700    | 46             | —        | —                 | 12                | 122               | 134               |                      |
| Boeing 737-800    | 39             | —        | —                 | 12                | 162               | 174               |                      |
| Boeing 737 MAX 7  | —              | 22       | —                 | 12                | 134               | 146               | Поставки с 2021 года |
| Boeing 737 MAX 8  | 14             | 8        | —                 | 12                | 162               | 174               |                      |
| Boeing 737 MAX 10 | —              | 12       | TBA               | TBA               | TBA               | TBA               | Поставки с 2022 года |
| Boeing 787-9      | 6              | 4        | 16                | 28                | 276               | 320               | опцион на 10 ед.     |
| Всего             | 105            | 46       |                   |                   |                   |                   |                      |

Первый лайнер Boeing 737—700 был поставлен перевозчику в 2001 году, первые Boeing 737—600 и 737—800 — в 2005 году. Последний самолёт 600-й серии WestJet получила в сентябре 2006 года. В настоящее время (январь 2011 года) заказы авиакомпании на поставку новых самолётов размещены только на лайнеры моделей 700 и 800. К 2013 году WestJet планирует довести количество собственных воздушных судов до 111 единиц.
2 августа 2007 года корпорация Boeing подтвердила факт размещения авиакомпанией WestJet твёрдого заказа на 20 самолётов Boeing 737NG. Пакет заказа состоит из единиц модели Boeing 737—700, однако компания имеет право заключить дополнительное соглашение на замену части выпуска 700-й модели на 800-ю.
Авиакомпания должна была стать «стартовым» перевозчиком, на самолёты Boeing 737—600 которого корпорация Boeing поставила бы винглеты, однако во втором квартале 2006 года компания в одностороннем порядке отказалась от данного договора. Генеральный директор Клайв Беддо мотивировал решение тем, что связанные с простоем самолётов на время их переоборудования и модернизации затраты окажутся весьма значительными для авиакомпании, особенно с учётом того, что лайнеры 800-й модели работают на коротких маршрутах. Из-за нарушения условий контракта WestJet выплатила корпорации Boeing штраф в размере 609 тысяч долларов США.

### Выведенные из эксплуатации
- Boeing 737—200 (1996—2006)

В 2005 году WestJet объявила о плановом выводе из эксплуатации самолётов Boeing 737—200 и их замене на более современные и экономичные серии 737-х. 12 июля того же года руководство перевозчика завершило сделку по продаже последнего лайнера 737—200 в компанию Apollo Aviation Group, базирующуюся в Майами (Флорида).
В 2003 году авиакомпания презентовала собственный Boeing 737—200 Технологическому институту Британской Колумбии. В настоящее время лайнер находится на территории кампуса института неподалёку от Международного аэропорта Ванкувер.

## Сервис в полёте

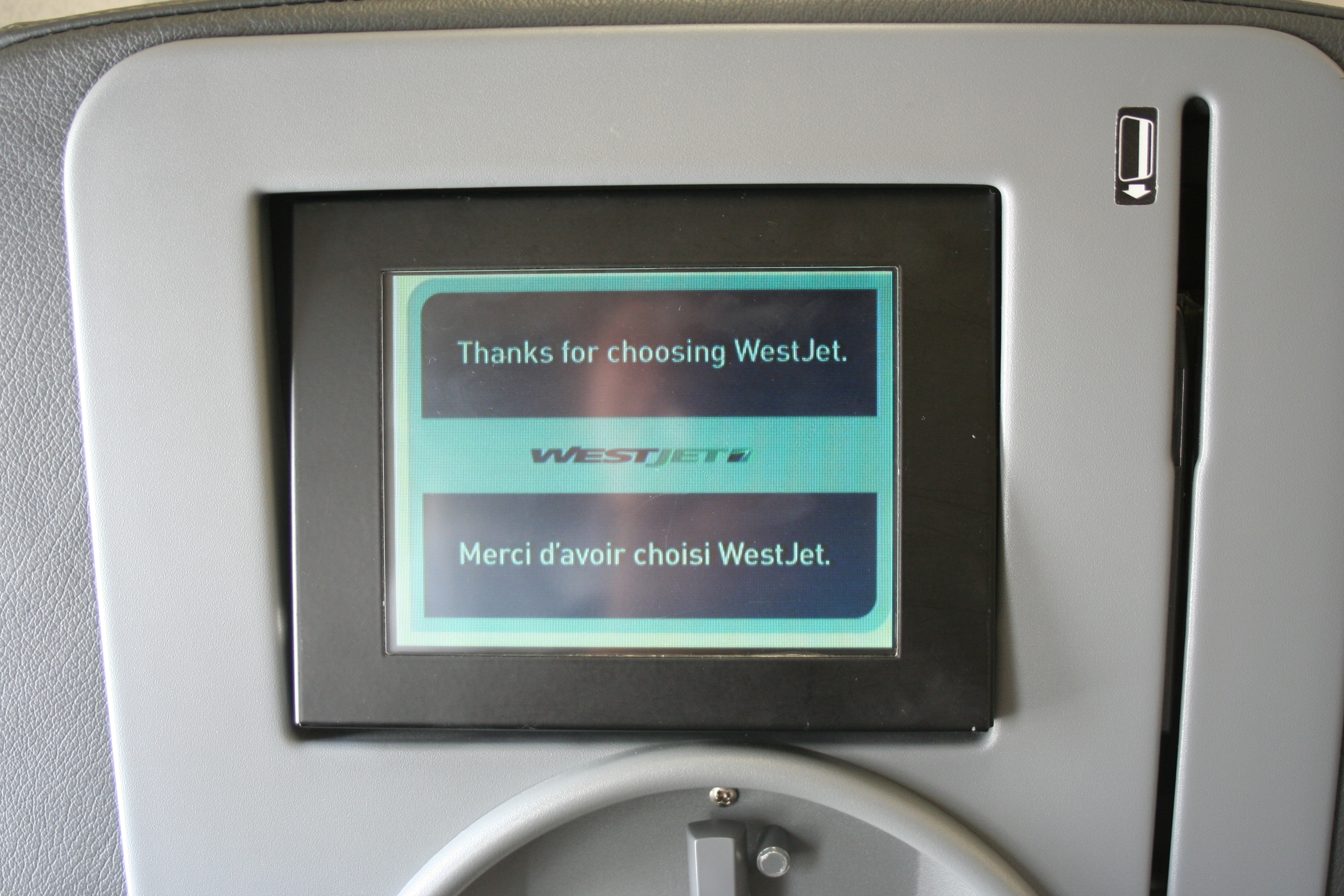
Монитор системы развлечений в полёте LiveTV на самолёте WestJet

В 2005 году WestJet Airlines ввела в действие систему развлечений в полёте LiveTV на всех собственных самолётах Boeing 737—700 и 737—800. Система использует спутниковую сеть трансляции Bell TV и включает каналы вещания компаний Global TV, CTV, CBS, Citytv, TreehouseTV, ABC, NBC, CBC, TSN, а также внутренний канал «WestJet Channel», на котором транслируется карта полёта с текущим местоположением самолёта, его высотой и скоростью движения. С зимнего сезона 2007/2008 годов авиакомпания оборудовала системой развлечений в полёте и лайнеры Boeing 737—600, тем самым доведя охват LiveTV на собственных самолётах до ста процентов.
В полёте пассажирам предлагается за отдельную плату широкий ассортимент меню из холодных закусок, бутербродов, алкогольных и безалкогольных напитков. На некоторых рейсах WestJet питание предоставляется бесплатно.

## Залы повышенной комфортности
С 2006 года WestJet открыла в ряде крупных аэропортов Канады собственные залы повышенной комфортности для привилегированных пассажиров. Большинство данных залов обслуживаются компанией Servisair:
- Международный аэропорт Калгари (2)
- Международный аэропорт имени Пьера Эллиота Трюдо
- Аэропорт Квебек-Сити
- Международный аэропорт Торонто-Пирсон
- Международный аэропорт Ванкувер (2)
- Международный аэропорт Виннипег имени Джеймса Армстронга Ричардсона

## Авиапроисшествия и несчастные случаи
- 25 декабря 2005 года, Boeing 737—700, рейс Торонто (Онтарио) — Галифакс (Новая Шотландия). При приземлении на полосу 14 аэропорта назначения в условиях плохой видимости самолёт продолжил движение к правой кромке взлётно-посадочной полосы, а затем при попытке резкого выруливания задел полосу левым крылом. О пострадавших в результате инцидента не сообщалось[44].
- 6 сентября 2007 года, Boeing 737—700, рейс Галифакс — Калгари. Во время следования на эшелоне самолёт попал в зону сильной турбулентности, что вызвало резкую потерю высоты самолётом. В результате инцидента девять человек получили травмы[45].
- 17 февраля 2008 года, Boeing 737—700. При совершении посадки на взлётно-посадочную полосу 07 Международного аэропорта Оттава самолёт допустил выкат за пределы ВПП и остановился в сугробе. О пострадавших не сообщалось[46].
- 11 марта 2010 года, Boeing 737—700 (регистрационный C-FWSY), рейс Калгари — Гамильтон. При заходе на посадку на полосу 06 аэропорта назначения и выполнения четвёртого разворота на высоте 4200 футов сработала сигнализация TCAS в режиме RA (Resolution Advisory). На расстоянии в полторы мили на той же высоте находилось другое воздушное судно, работавшее с диспетчерами на другой радиочастоте[47].
- 2 сентября 2010 года, Boeing 737—600, рейс Калгари — Ванкувер. Находясь в 130 километрах от аэропорта вылета экипаж сообщил диспетчерской службе о потере контроля над первым двигателем самолёта. Пилоты развернули лайнер и благополучно совершили посадку в Международном аэропорту Калгари[48].
- 9 июля 2010 года, Boeing 737—700 (регистрационный C-FBWJ), рейс Калгари — Галифакс. Во время следования самолёта на эшелоне 370 одна из пассажирок попыталась открыть входную дверь. 47-летняя женщина была обезврежена, но успела поцарапать бортпроводника и другого пассажира. Лайнер совершил вынужденную посадку в Международном аэропорту Виннипега и после сдачи нарушителя полиции продолжил рейс в Галифакс[49].